# Rogačice
Rogačice so naselje v Občini Sevnica.